# Kaninhop
 (juillet 2013).
Si vous disposez d'ouvrages ou d'articles de référence ou si vous connaissez des sites web de qualité traitant du thème abordé ici, merci de compléter l'article en donnant les références utiles à sa vérifiabilité et en les liant à la section « Notes et références ».

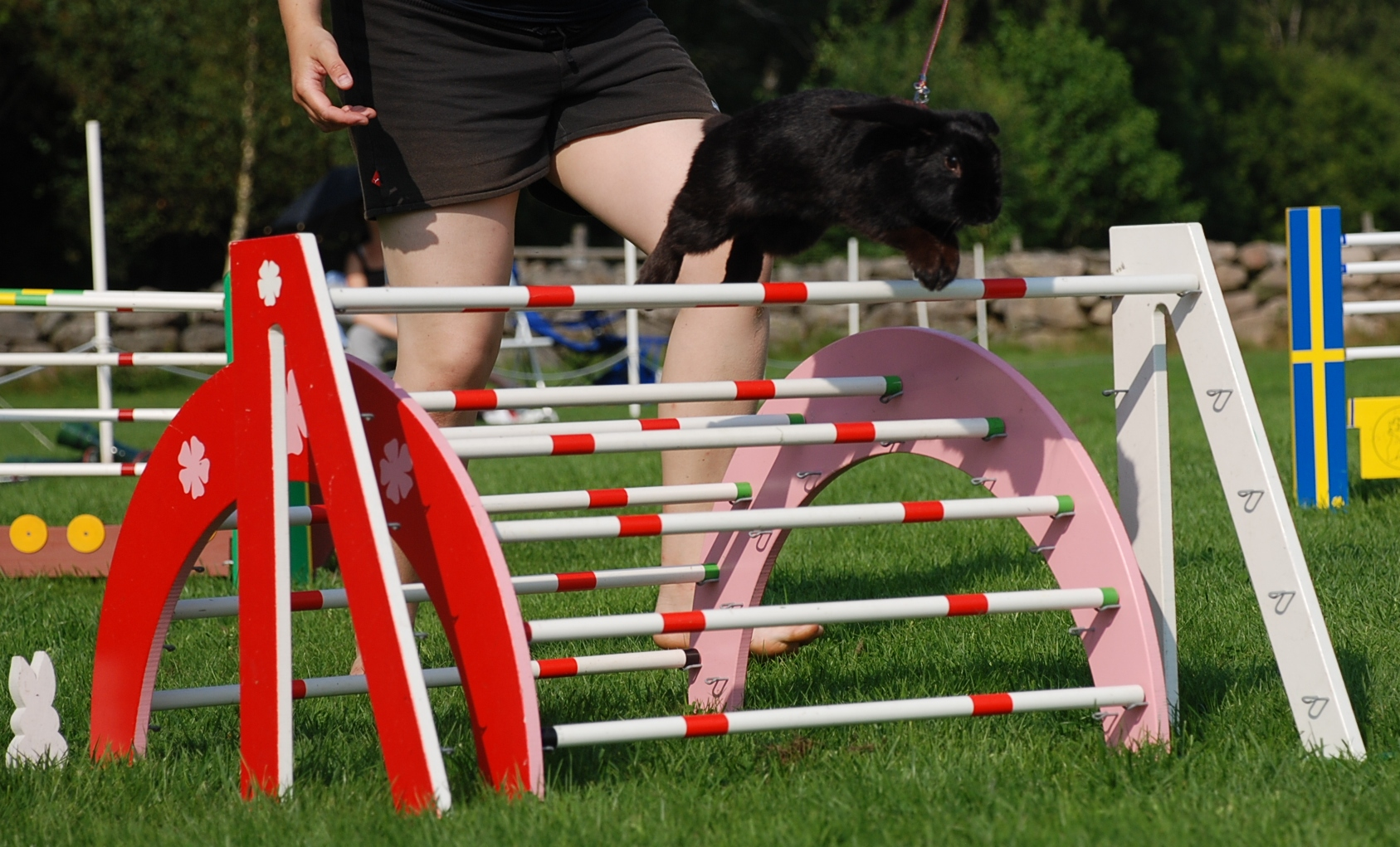
Kaninhop

Le kaninhop est une discipline sportive pour lapins, ils doivent effectuer une course de sauts d'obstacles. Ce sport est apparu à la fin des années 1970 en Suède. Ce sport a été créé par un groupe d'amies suédoises[réf. souhaitée], qui ont eu l'idée de fabriquer à leurs compagnons de petits obstacles pour les défouler. Il est principalement répandu dans les pays nordiques Suède, Danemark, Allemagne, Suisse, et depuis très récemment en France, dans lesquels plusieurs concours et démonstrations se déroulent.
Cette activité est dérivée du saut d'obstacles pour chevaux, l'objectif étant de franchir le plus d'obstacles, sans en faire tomber les barres, en un temps limité.
Le nom de cette discipline vient des mots suédois « kanin » signifiant « lapin » et « hoppa » signifiant « sauter »